# Jari Ecological Station
Jari Ecological Station är ett naturreservat i Brasilien som går under beteckningen ekologisk station. Det ligger i kommunen Almeirim och delstaten Pará, i den norra delen av landet, 1 800 km norr om huvudstaden Brasília.

## Demografi
Trakten runt Jari Ecological Station är nära nog obefolkad, med mindre än två invånare per kvadratkilometer.

## Geografi
I omgivningarna runt Jari Ecological Station växer i huvudsak städsegrön lövskog.